# 中正里 (旗山區)
中正里為高雄市旗山區屬下的行政區劃。根據截至2025年4月（民國114年4月）的統計，該里有16鄰，593戶，1497人。

## 歷史
今日行政區中正里不含南端為日治初期被稱作「圓潭仔庄」（舊制街庄）範圍，隸屬於羅漢外門里。該庄昔日西北與萊仔坑庄為鄰，北與山杉林庄為鄰，東及東南隔楠梓仙溪與月眉庄、旗尾庄為界，西南邊為蕃薯藔街，西邊為東勢埔庄。
1901年（明治三十四年）11月11日，全台廢縣廳改設二十廳，該庄隸屬於蕃薯藔廳。1904年（明治三十七年）2月16日，該庄編入「蕃薯藔區」，隸屬於蕃薯藔廳，而保甲編制編為圓潭仔庄第二保。1909年（明治四十二年）10月25日，全台合併二十廳為十二廳，蕃薯藔區改隸屬於阿緱廳。1920年（大正九年）10月1日，全台地方制度大改正，廢十二廳改設五州二廳，該庄改制並雅化為「圓潭子」大字，隸屬於高雄州旗山郡旗山街（新制街庄），改編為旗山街第九保。
1945年（民國34年）中華民國接收台灣後被分割分別編入高雄縣旗山鎮圓富里及大林里內，於1953年（民國42年）7月9日才以原保甲編制第九保區域建置命名為「中正里」。1950年（民國39年）10月1日，高、屏分治，旗山鎮仍隸屬於高雄縣。2010年（民國99年）12月25日，中正里因為高雄縣、市合併而隸屬於直轄市高雄市。

## 外部連結
- 高雄市旗山區公所里政專區 （页面存档备份，存于）